# Nelly
Cornell Iral Haynes, Jr. (2 noiembrie 1974, Austin SUA) cunoscut sub numele de scenă Nelly, este un rapper, cântăreț, compozitor și actor din St. Louis, Missouri, care a avut succes începând cu anul 2000, când a semnat cu Universal Records. A apărut alături de grupul St. Lunatics încă din 1996. Este unul dintre cei mai bine vânduți rapperi din toate timpurile, având peste patruzeci de milioane de discuri vândute.A fost de trei ori pe locul I în topurile din Marea Britanie (patru incluzând contribuția sa pe piesa lui Notorious B.I.G. , Nasty Girl), a avut 3 single-uri pe locul I în topul U.S. Billboard Hot 100 și a câștigat trei premii Grammy. În trecut obișnuia să poarte un plasture lipit pe obraz în semn de protest față de faptul că fratele său era în închisoare.

## Cariera muzicala

### Country Grammar
A fost lansat în 2000, la puțin timp după ce a semnat cu Universal. Succesul melodiei care dă titlul albumului, Country Grammar, l-a făcut să ocupe locul 3 în Billboard 200 în S.U.A. .

### Nellyville
A fost lansat în 2002 și a ajuns rapid pe primul loc în Billboard 200 albums chart. Primul single de pe album, Hot In Here a ajuns și el pe primul loc. Alte melodii extrase de pe album: "Dilemma" (împreună cu Kelly Rowland ), "Work It" (împreună cu Justin Timberlake ), "Air Force Ones" (împreună cu Murphy Lee și St. Lunatics ) și "Pimp Juice".

### Sweat / Suit
Pe 14 septembrie 2004, Nelly lansează simultan 2 albume: Sweat și Suit. Suit, un album R&B, a ajuns în acea săptămână pe primul loc în Billboard album charts, iar Sweat, un album orientat spre Rap, a debutat pe locul 2 în același top în aceeași săptămână.

### Brass Knuckles
Cel mai nou album al său, avea ca prim-single balada "Wadsyaname", melodie produsă de Neff-U. Dar mai târziu Nelly a renunțat la această melodie.
Apoi a înregistrat alături de Fergie melodia "Party People", produsă de Polow da Don, care este primul single oficial extras de pe album.
Stepped On My J'z este al doilea single extras de pe album. În această melodie Nelly apare alături de Jermaine Dupri și Ciara, cu care a produs melodia. Urmat de al treilea single, Body On Me, împreună cu Ashanti și Akon. Melodia este produsă de Akon.